# Regionaal Economisch Sociaal Overlegcomité
Een Regionaal Sociaal-Economisch Overlegcomité (RESOC) is het tripartiet overlegorgaan in Vlaanderen. Het wordt georganiseerd op streekniveau tussen de lokale sociale partners en de lokale besturen van de provincie en gemeenten.

## Geschiedenis
De RESOC-structuur en werking werden opgericht bij decreet van 7 mei 2004. Zij werden voortaan geacht een streekplan te ontwikkelen en voor te leggen bij elke nieuwe ambtstermijn van de provincie- en gemeenteraden. De eerste Streekpacten liepen van 2007 tot 2012.

## Missie en werking
Een RESOC heeft als doel een strategische visie voor een regio op sociaal-economisch vlak te ontwikkelen en het lokale sociaal overleg te organiseren. Deze wordt neergeschreven in een streekpact, dat elke zes jaar wordt vernieuwd. Hierin staat het beleid en de te ondernemen acties voor de komende legislatuur, alsook de compromissen van de sociale partners op het vlak van economie en tewerkstelling. Een streekpact wordt bekrachtigd door de gemeenteraden van de betrokken gemeenten en de provincieraad. Daarnaast vormen de RESOC's een adviesorgaan inzake socio-economische thema's waarop de Vlaamse Regering, de provincie- en gemeentebesturen beroep kunnen doen. Ten slotte schrijven ze een jaarprogramma uit en werken ze mee aan het VDAB-jaaractieplan.

## Samenstelling
Een RESOC is samengesteld uit 8 vertegenwoordigers van de lokale werknemersorganisaties (ABVV, ACV en ACLVB), 8 vertegenwoordigers van de werkgeversorganisaties (Voka, UniZO, Boerenbond en Verso) en ten slotte 4 vertegenwoordigers van de gemeenten en 4 voor de provincie. Daarnaast kan een RESOC autonoom beslissen om bijkomende organisaties of personen uit te nodigen.

### Administratieve indeling
De geografische indeling van de RESOC's komt grotendeels overeen met die van de administratieve arrondissementen. Uitzondering hierop vormt Limburg dat slechts één RESOC organiseert binnen de provincie, 'Zuid-West-Vlaanderen' (1 RESOC voor 3 arrondissementen), 'Meetjesland, Leie en Schelde' en 'Waas & Dender' (ieders 1 RESOC voor 2 arrondissementen).
| RESOC                              | Voorzitter        | Arrondissement(en)         |
| ---------------------------------- | ----------------- | -------------------------- |
| RESOC Westhoek                     | Guido Decorte     | Diksmuide / Ieper / Veurne |
| RESOC Oostende                     | Bart Bronders     | Oostende                   |
| RESOC Brugge                       | Dirk De Fauw      | Brugge                     |
| RESOC Midden-West-Vlaanderen       | Hendrik Verkest   | Roeselare / Tielt          |
| RESOC Zuid-West-Vlaanderen         | Stefaan De Clerck | Kortrijk                   |
| RESOC Gent                         | Sofie Bracke      | Gent                       |
| RESOC Zuid-Oost-Vlaanderen         | Jenne De Potter   | Aalst / Oudenaarde         |
| RESOC Meetjesland, Leie en Schelde | Koen Loete        | Eeklo                      |
| RESOC Waas & Dender                | Bart Van Malderen | Dendermonde / Sint-Niklaas |
| RESOC Leuven                       | Manu Claes        | Leuven                     |
| RESOC Halle-Vilvoorde              | Bart Bronders     | Halle-Vilvoorde            |
| RESOC Antwerpen                    | Robert Voorhamme  | Antwerpen                  |
| RESOC Mechelen                     | Caroline Gennez   | Mechelen                   |
| RESOC Kempen                       | Johan Leysen      | Turnhout                   |
| RESOC Limburg                      | Marc Vandeput     | Limburg                    |